# Confédération brésilienne d'athlétisme
La Confédération brésilienne d'athlétisme (en portugais Confederação Brasileira de Atletismo - CBAt) est la confédération nationale d'athlétisme du Brésil. Son siège est à Manaus en Amazonie où siège également la Confédération sud-américaine d'athlétisme. Son président actuel est Roberto Gesta de Melo également président de la Confédération sud-américaine d'athlétisme à laquelle elle est affiliée.
Longtemps dépendante de la Confederação Brasileira de Desportos (CBD), comme la plupart des sports brésiliens, elle a acquis son indépendance le 2 décembre 1977 et a débuté le 1er janvier 1979 comme organisme indépendant.
Elle comprend 27 fédérations nationales, une par État fédéré du Brésil et une pour le district fédéral.